# Opération Lisa
Opération Lisa est le 16e épisode de la saison 4 de la série télévisée Angel.

## Résumé
Toute l'équipe est sous le choc devant l'état de grossesse de Cordelia et la révélation que Connor est le père. Pendant ce temps, Gwen Raiden persuade Gunn de faire équipe avec elle pour sauver la vie d'une petite fille. Mais il s'avère que Gwen veut en fait s'emparer d'un appareil technologique militaire nommé L.I.S.A. qui lui permettrait de contrôler son pouvoir sur l'électricité et de pouvoir ainsi toucher les gens. Tous deux réussissent à s'enfuir avec l'appareil et Gwen teste le prototype, qui fonctionne. Gunn et Gwen s'embrassent.
Cordelia continue de manipuler Connor alors qu'Angel cherche à découvrir qui est le maître de la Bête. Lorne annonce qu'il a trouvé un rituel afin de récupérer son pouvoir de lire dans les esprits mais qu'il doit le faire dans un endroit sombre et isolé. Alors qu'il est en plein rituel, Cordelia s'apprête à le tuer pour qu'il ne puisse pas lire en elle. Mais les lumières s'allument et Angel, Fred et Wesley apparaissent et la cernent. Il s'agissait d'un piège à l'attention de Cordelia.

## Statut particulier
Noel Murray, du site The A.V. Club, explique qu'il a particulièrement apprécié l'intrigue autour de Gunn et Gwen Raiden, notamment le côté film d'espionnage et la tension sexuelle entre les deux personnages, mais que les scènes impliquant le reste du groupe sont « assez ennuyeuses » à l'exception du dénouement « légitimement tendu ». Pour le site Critically Touched, qui lui donne la note de B-, l'exploration du personnage de Gunn est « correcte bien qu'imparfaite », mettant en place son évolution dans la saison suivante, alors que l’avancée de l'arc principal est « assez bien exécutée » malgré le jeu « peu inspiré » de Charisma Carpenter.

## Distribution

### Acteurs crédités au générique
- David Boreanaz : Angel
- Charisma Carpenter : Cordelia Chase
- J. August Richards : Charles Gunn
- Amy Acker : Winifred Burkle
- Vincent Kartheiser : Connor
- Andy Hallett : Lorne
- Alexis Denisof : Wesley Wyndam-Pryce

### Acteurs crédités en début d'épisode
- Alexa Davalos : Gwen Raiden

### Acteurs crédités en fin d'épisode
- Dana Lee : Takeshi Morimoto
- Hope Shin : Aiko Morimoto